# Piazza di Monte Citorio
Piazza di Monte Citorio, o anche impropriamente di Montecitorio, è una piazza posta tra piazza Colonna e via degli Uffici del Vicario a Roma, nel rione Colonna, nota in quanto ospita lungo il lato nord, su un piccolo rilievo, il Palazzo Montecitorio, sede della Camera dei deputati della Repubblica Italiana.

## Edifici e monumenti
L'imponente edificio che domina la piazza fu progettato da Gian Lorenzo Bernini, su commissione di papa Innocenzo X come residenza della famiglia Ludovisi, fu poi terminato dall'architetto Carlo Fontana.
Al centro della piazza si erge l'obelisco di Psammetico II, proveniente dalla città egiziana di Eliopoli, portato a Roma nel 10 a.C. dall'imperatore Augusto, e collocato come gnomone della meridiana in Campo Marzio. Crollato tra il IX e l'XI secolo, fu poi innalzato nella sede attuale dall'architetto Giovanni Antinori nel 1792, durante il pontificato di Pio VI.
Sulla piazza affaccia anche il Palazzo Macchi di Cellere, edificato nel XVIII secolo in occasione della risistemazione della piazza.

## Origine del toponimo
Varie sono le ipotesi fatte per spiegare il toponimo. Secondo il Delli
la più probabile è quella che il modesto rilievo, caratteristico del luogo, formato probabilmente da materiale di riporto, derivi il suo nome da Mons Septorius per la sua vicinanza ai septa, luogo di riunione dei romani per le votazioni dei comizi centuriati. Sempre il Delli, riporta per lo stesso monte nel corso dei secoli, le varianti di Mons Acceptabilis e Mons Acceptorius, tutti derivanti da citare, accettare.

## Variazioni toponomastiche
La denominazione dell'importante piazza, centro del potere politico istituzionale italiano, ha subito, nel corso del Novecento variazioni conseguenti al mutare degli assetti politici. Negli anni del regime fascista, assunse il nome di "Costanzo Ciano" militare e uomo politico fascista, presidente della Camera dei deputati del Regno d'Italia dal 1934 al 1939. Con la caduta del regime, a seguito dell'approvazione dell'ordine del giorno Grandi, il nome fu mutato in "25 luglio" e poi in "Giacomo Matteotti" in ricordo del deputato socialista rapito ed ucciso il 10 giugno 1924.
Con l'occupazione tedesca della città, dopo le vicende dell'armistizio del governo Badoglio (8 settembre 1943), la piazza assunse di nuovo un nome legato al regime fascista: "Ettore Muti", militare e segretario politico del Partito Nazionale Fascista dal 1939 al 1940 e morto in circostanze non chiarite il 24 agosto 1943 proprio nel periodo nel quale Badoglio presiedeva il governo. Dopo l'arrivo delle truppe americane, sul finire della guerra, il 2 febbraio 1945, la piazza assunse di nuovo il nome che porta ancora oggi.